# St. Michael (Comburg)

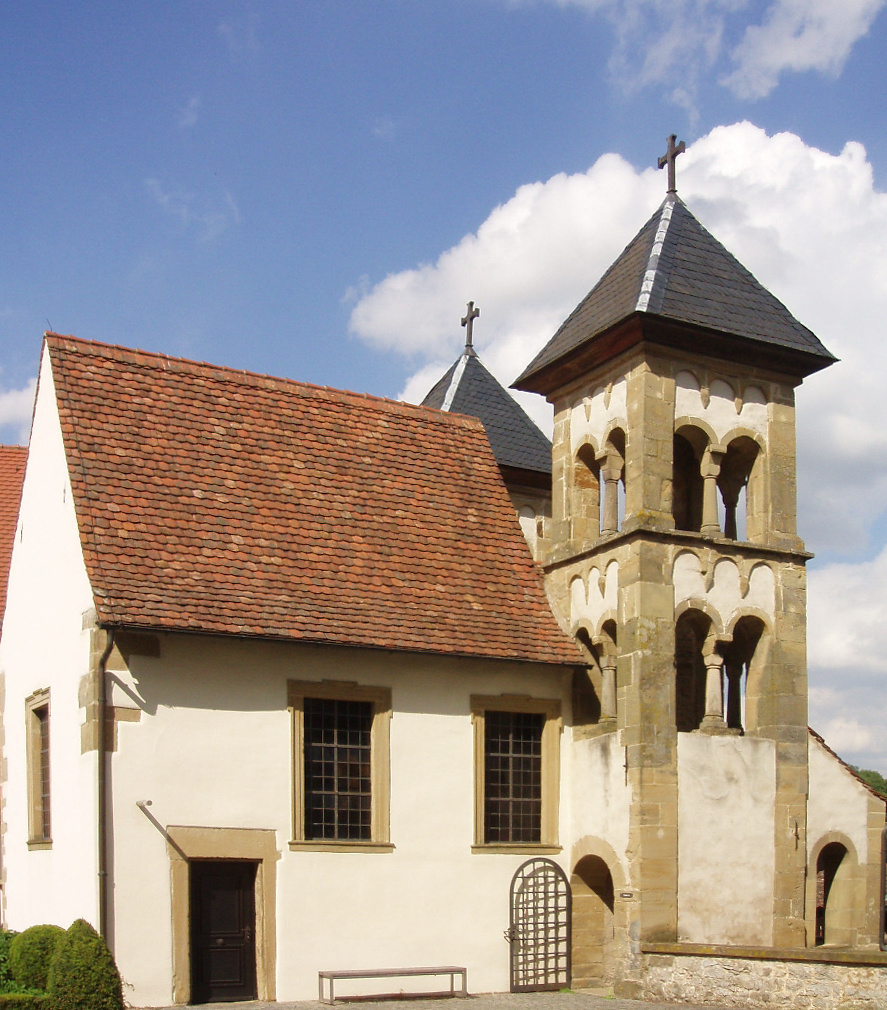
St. Michael

Die Kapelle St. Michael auf der Comburg ist ein Kulturdenkmal. Sie befindet sich im Obergeschoss des inneren Tors ehemaligen Benediktinerklosters Comburg in Schwäbisch Hall.

St. Michael, Skizze um 1907

## Geschichte
Die Kapelle stammt im Kern aus der ersten Ausbauphase des Klosters um 1125. Sie ist damit ein ursprünglich romanisches Bauwerk, das aber auch Spuren von Umgestaltungen aus der Zeit der Gotik, der Renaissance und des Barocks trägt. Die Befestigungsanlagen wurden in der zweiten Hälfte des 16. Jahrhunderts unter dem Propst Erasmus Neustetter ausgebaut. Damals wurde das innere Tor geschaffen, indem man unter der Michaelskapelle einen Kammerdurchgang anlegte. Fertiggestellt wurde dieser Durchgang, wie ein Wappen mit Jahreszahl belegt, im Jahr 1586.
Zu Stiftszeiten als Hauskapelle des Dekans genutzt, wurde das Bauwerk innen mit ornamentaler Malerei in Renaissanceformen sowie mit Heiligenfiguren auf Konsolen, darunter einer des heiligen Michael, ausgestattet. Die Heiligenbildnisse stammen wohl aus Erasmus Neustetters Zeit. Neustetter besaß einen direkten Zugang von seinem Wohnhaus zu der Kapelle. Die Tür wurde später zugemauert.

## Beschreibung
Die Kapelle mit dem Tonnengewölbe und den steilen Giebeln im Stil der Gotik weist auf der Ostseite ein Rundbogenfenster auf. Die Fensterverglasung besteht aus runden, bleigefassten Scheiben. Die steinernen Einfassungen der Fenster weisen Profile der Barockzeit auf. Das Bauwerk hat auf der Ostseite zwei Türmchen und einen Arkadengang. Die Rundsäulen des Arkadenganges besitzen Würfelkapitelle.